# D504 (Aude)
De D504 is een departementale weg in het Zuid-Franse departement Aude. De weg verbindt Pieusse met Pomas en is ongeveer zeven kilometer lang.